# Билер, Эрнест
Эрнест Би́лер (нем. и фр. Ernest Biéler; 31 июля 1863, Ролле — 25 июня 1948, Лозанна) — швейцарский художник и иллюстратор, представитель таких направлений, как импрессионизм и модерн. Выдающийся мастер портрета.

## Жизнь и творчество
В 1880 году, после окончания гимназии в Лозанне Эрнест Билер, по совету открывшего его художественное дарование Франсуа Босьона, уезжает в Париж, где у него жили родственники. Здесь он изучает живопись в академии Жюлиана и в академии Сюиса. На жизнь тогда молодой художник зарабатывает иллюстрированием произведений Э. Золя, В. Гюго и А. Доде. Первую известность Э. Билеру принесла его выставка работ на парижской Всемирной выставке в 1889 году.
Основной творческий интерес художника вызывали пейзажи и человеческие характеры родной Швейцарии, в первую очередь кантона Валлис. В 1889 году он возвращается на родину и селится в Савьезе, близ Сьона. Вместе с другими живущими здесь художниками он создаёт так называемую савьезскую школу живописи, посвятившую свои произведения природе и людям кантона Валлис. На Всемирной выставке 1900 года в Париже Э. Билер был удостоен серебряной медали, и в том же году был награждён орденом Почётного легиона. В 1903 Э. Билер вступает в Общество валлисских традиций (Société des traditions valaisannes).
Творческие интересы Э. Билера были самыми разнообразными — он писал картины маслом, акварели, увлекался фресковой живописью, занимался живописью по стеклу, создавал мозаики. В 1926 и 1927 годах был членом Швейцарской комиссии по искусству. Начиная с 1917 года художник серьёзно увлекается также виноделием в регионе Лаво.